# 褐扁颅蝠
褐扁颅蝠（学名：Tylonycteris robustula）为蝙蝠科扁颅蝠属的动物。分布於东南亚及中國大陸的广西省、云南省，也在香港發現其踪影。该物种的模式产地在婆罗洲的上砂磱越。
褐扁顱蝠是一種晝伏夜行的生物，以裂開了的車筒竹的竹節為居所。牠們以昆蟲為食，其食糧主要是蒼蠅、甲蟲及膜翅目物種。
2017年研究人员对东南亚的褐扁颅属物种进行了系统分析，将中南半岛北部的褐扁颅蝠种群分立为独立物种－托京褐扁颅蝠（Tylonycteris tonkinensis），将本种的分布范围限定在马来半岛、中南半岛南部及印度北部。2021年发布的《中国兽类名录（2021版）》中将中国境内分布的褐扁颅蝠改为托京褐扁颅蝠。